# San-Martino-di-Lota
San-Martino-di-Lota (kors. San Martinu di Lota) – miejscowość i gmina we Francji, w regionie Korsyka, w departamencie Górna Korsyka.
Według danych na rok 1990 gminę zamieszkiwało 2466 osób, a gęstość zaludnienia wynosiła 258 osób/km².